# Smoorspoel

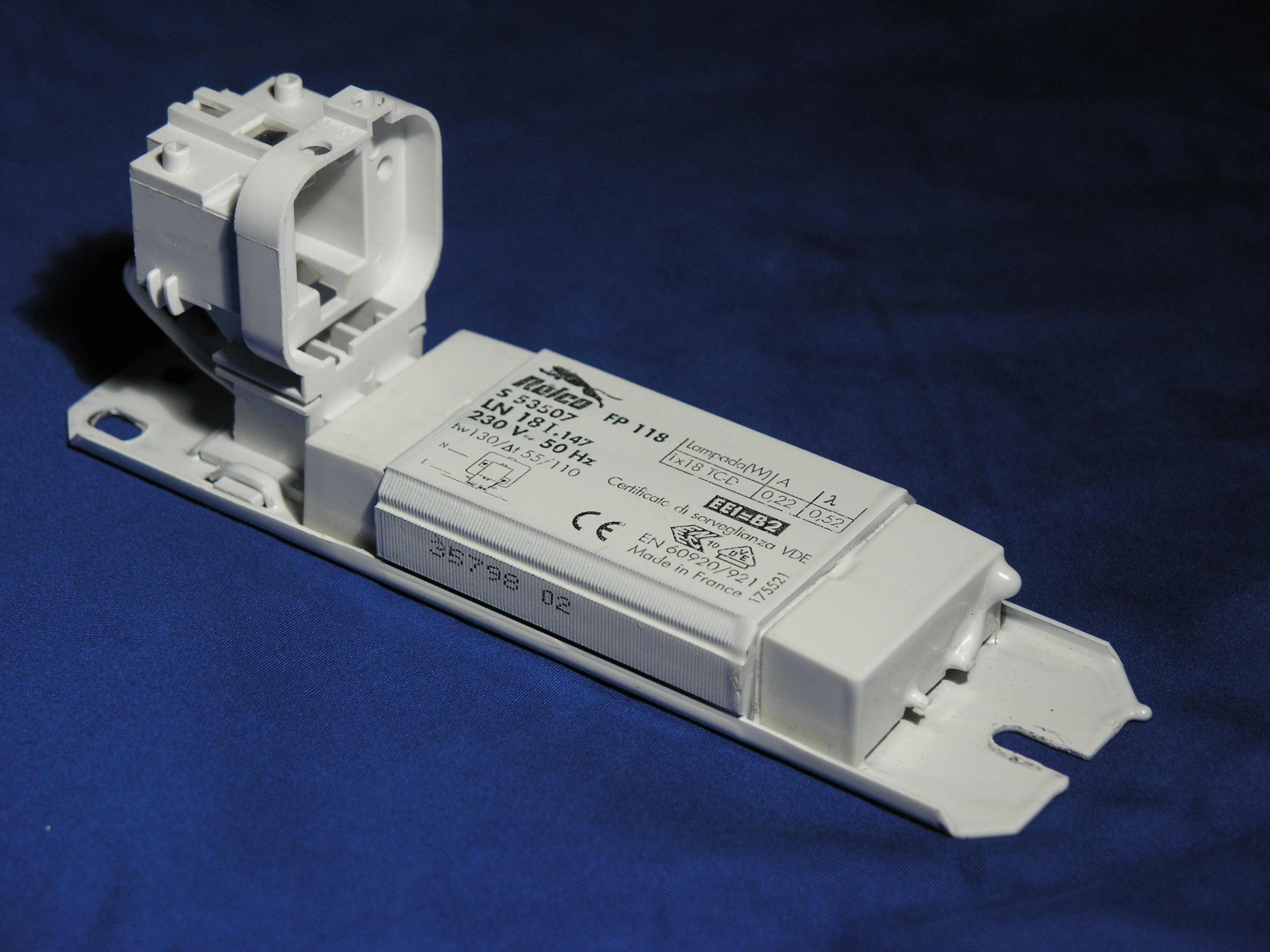
Smoorspoel

Een smoorspoel of ballast is een elektrische component die bestaat uit (geleidende) draadwikkelingen meestal rond een magnetiseerbare weekijzeren kern. Door zijn constructie heeft de spoel een zelfinductie, wat inhoudt dat iedere stroomverandering wordt tegengewerkt door een geïnduceerde elektrische spanning volgens:
{\displaystyle U_{\text{ind}}=-L{\frac {dI}{dt}}}
hierin is
Uind de opgewekte elektrische spanning in volt
I de elektrische stroom in ampère
L de zelfinductie van de spoel in henry.
het minteken wijst op het tegenwerken van de spoel (inductie)
Deze formule heet de wet van Lenz, opgesteld in 1833 (of 1834) door de Baltische natuurkundige Heinrich Lenz, als uitbreiding van de wet van Faraday. De beginletter L van zijn naam wordt gebruikt als symbool voor zelfinductie.
Een smoorspoel is een spoel met een grote zelfinductie L en een beperkte ohmse weerstand. Dit soort spoelen wordt vaak ingezet als voorschakelimpedantie bij tl-lampen. Bij een smoorspoel bevat de spoel een ferromagnetische kern. Door de magnetische kern neemt de inductie toe. De voornaamste toepassing is de tl-lamp.

## Starten van een tl-lamp

Twee tl-buizen, elk met eigen starter, in serieschakeling

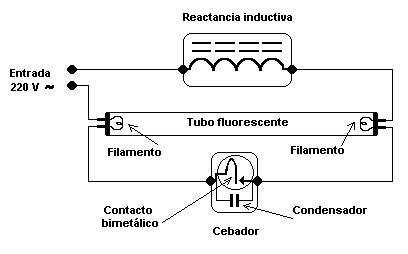
Klassieke aansluiting van een tl-lamp met smoorspoel en starter.

Een klassieke tl-buis kan niet zonder meer op het lichtnet aangesloten worden, maar vereist een aantal extra componenten in de vorm van een starter bestaande uit een neonbuis met twee bimetaalelektroden en een smoorspoel ofwel voorschakelapparaat. Beide zijn doorgaans verwerkt in de armatuur waarin de tl-buis geplaatst moet worden.
Als er spanning op een met starter en smoorspoel geschakelde tl-buis gezet wordt, komt er voldoende spanning over het neonbuisje met bimetaal te staan om het te laten ontsteken. Door het gloeiende gas worden de bimetaalelektroden warm en trekken tegen elkaar aan, waarmee het neonlampje kortgesloten (en dus gedoofd) wordt. Nu gaat er een hoge stroom door de gloeidraden in de tl-lamp lopen. De gloeidraden van de tl-lamp warmen op. Het neonlampje in de starter koelt af en de kortsluiting wordt weer verbroken. Ten gevolge van de zelfinductie van de smoorspoel in het voorschakelapparaat ontstaat er op dat moment van uitschakelen een spanningspiek van ongeveer 1000 V die de tl-lamp doet doorslaan of ontbranden of ioniseren. Eenmaal ontstoken blijft de tl-lamp branden, daar de elektroden door het ionenbombardement van de gasontlading en de stroom die door de elektroden loopt op temperatuur blijven. De spanning over de starter is nu terug zoveel lager dat die niet meer opnieuw reageert. Ontsteekt de tl-buis niet, dan wordt het proces herhaald.
Tegenwoordig worden er vaak elektronische voorschakelapparaten toegepast. Deze zijn lichter en geven een beter rendement en flikkervrije ontsteking. Zo’n voorschakelapparaat zorgt zowel voor de start van de lamp als voor de stroombegrenzing van de werkende lamp.

## Energienet

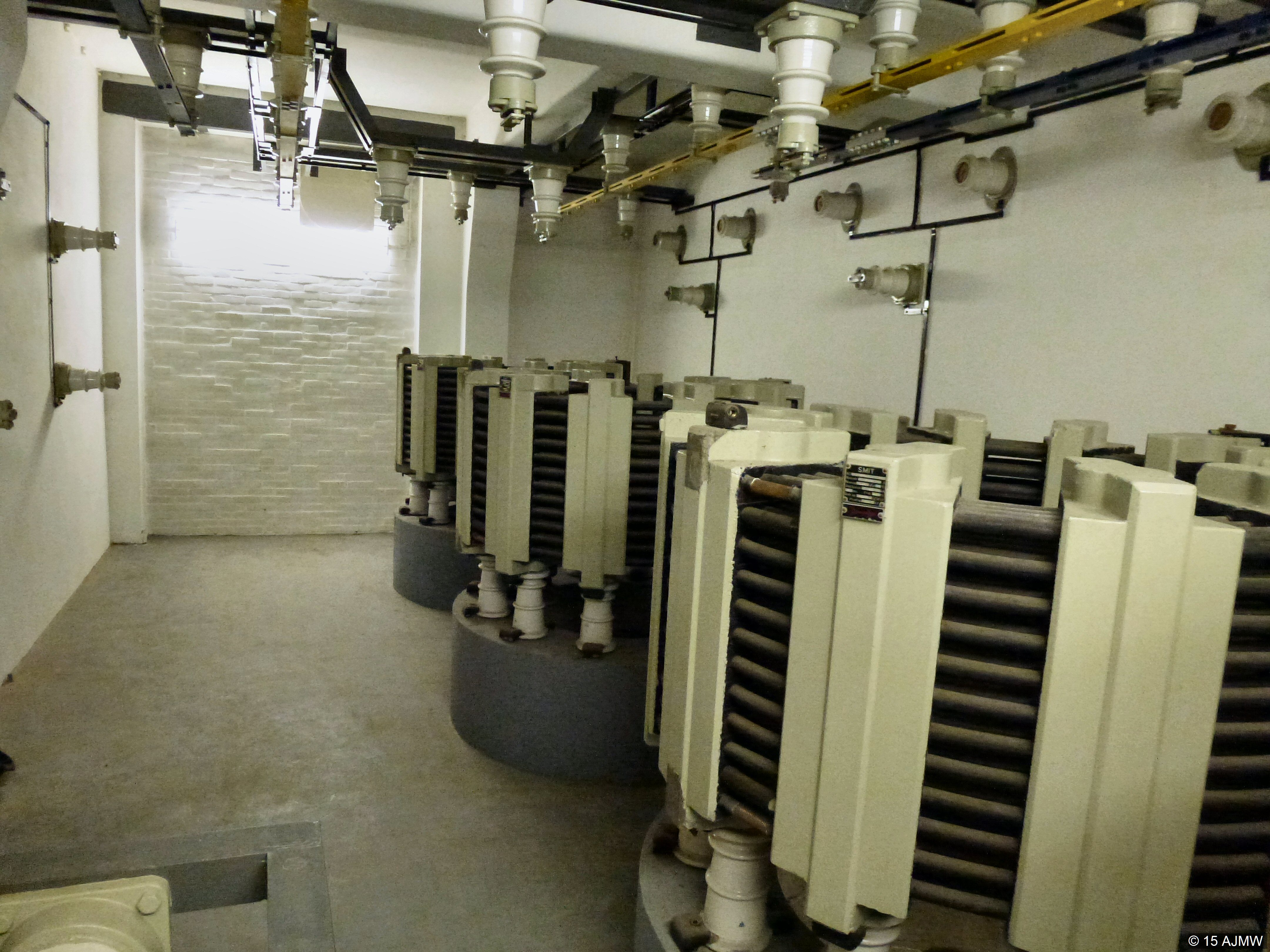
Set van drie smoorspoelen (met 'luchtkern') in een buitengebruik gesteld verdeelstation in Leiden.

Voorheen werden grote smoorspoelen in energiecentrales of verdeelstations gebruikt om snelle variaties (bijvoorbeeld bij kortsluitingen) op te vangen. 